# Funicular dos Guindais
El Funicular de los Guindais es un ferrocarril ligero que se localiza en la ciudad de Oporto, en Portugal, y conecta la plaza de la Batalla (Calle Augusto Rosa) con la Ribeira (Avenida Gustave Eiffel). Era operado por el Metro de Oporto, hasta que en 2022 pasó a manos de la Sociedad de Transportes Colectivos de Oporto (STCP).
Fue inaugurado en febrero de 2004; hasta octubre de 2013 había transportado ya cerca de 3.7 millones de pasajeros.

## Historia

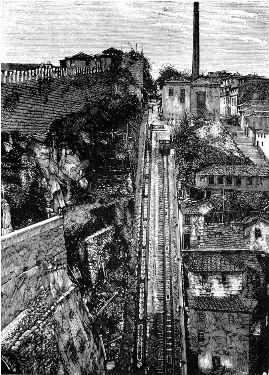
Funicular original, 1891-1893.

### Funicular de 1891
El funicular original, proyectado por Raul Mesnier, fue inaugurado en 4 de junio de 1891, y cerró dos años después debido a un grave accidente el 5 de junio de 1893. Fue totalmente reproyectado por el mismo ingeniero, en la tentativa del reponerlo en funcionamiento, lo que nunca llegó a acontecer.
En el ámbito de la operación de rehabilitación urbana Oporto 2001, fue propuesta su reposición y proyectado en el mismo lugar un nuevo funicular. Del equipamiento y sistema original sólo existe el primitivo edificio de la casa de máquinas, habiendo sido objeto de alteraciones de cara a los usos actuales.

### Funicular de 2001
En el ámbito de la operación de rehabilitación urbana Puerto 2001 fue proyectado un nuevo funicular en el mismo lugar donde ya había existido un efímero transporte de este tipo (1891-1893). El proyecto general de arquitectura y coordinación de las especialidades fue de la responsabilidad de Adalberto Días y de la empresa Poma, detentora de la tecnología. Así, un siglo después, un moderno funicular abrió el 19 de febrero de 2004.

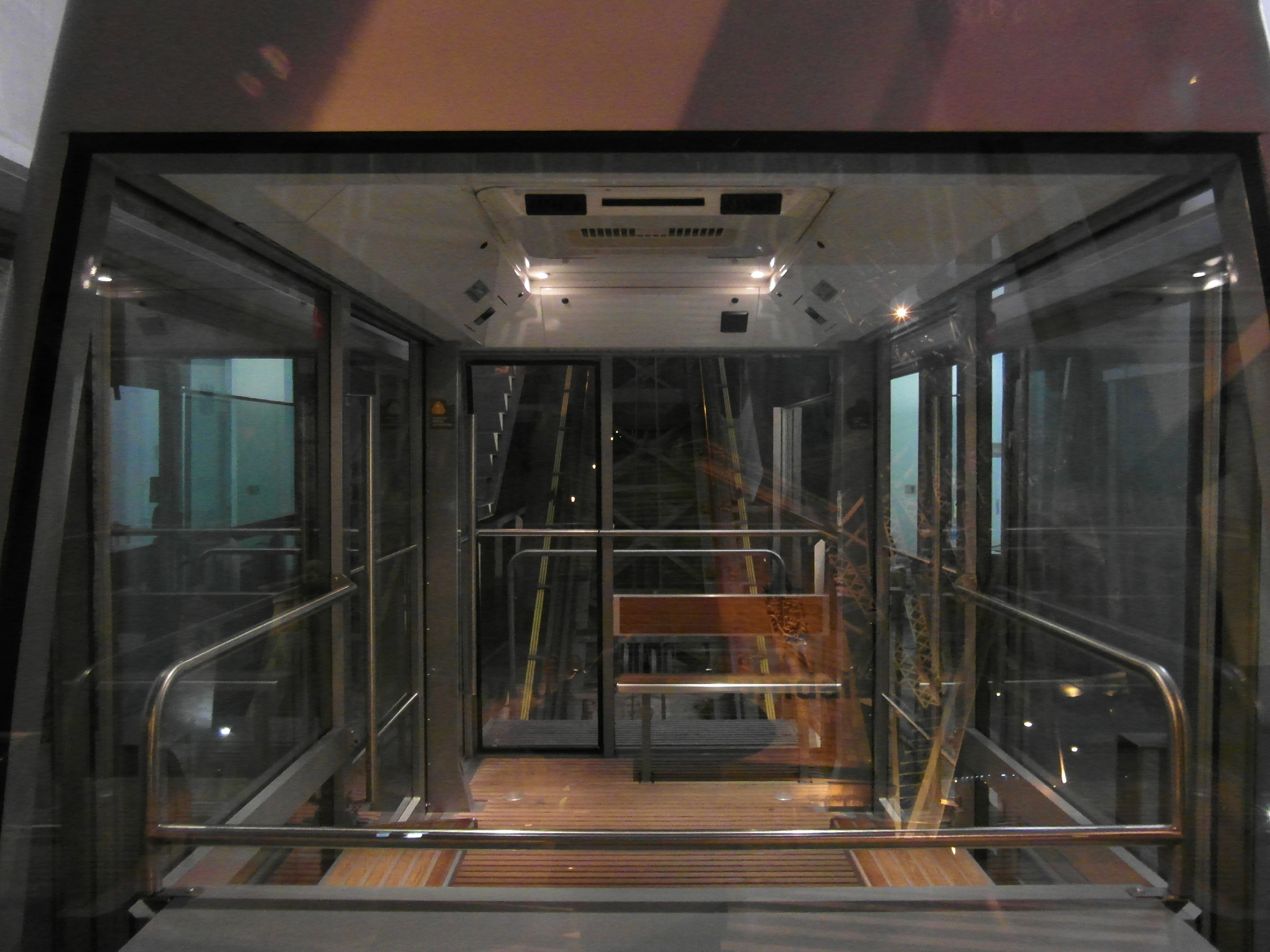
Estación inferior.

## Características
- Distancia: 281 m (90 m en túnel)
- Desnivel: 61 m
- Inclinación:
  - media: 20%
  - máxima: 55%
- Tiempo de Viaje: 2,5 min.[3][4]
- Velocidad media: 2,5 m/s
- Número de pasajeros por cabina: 25

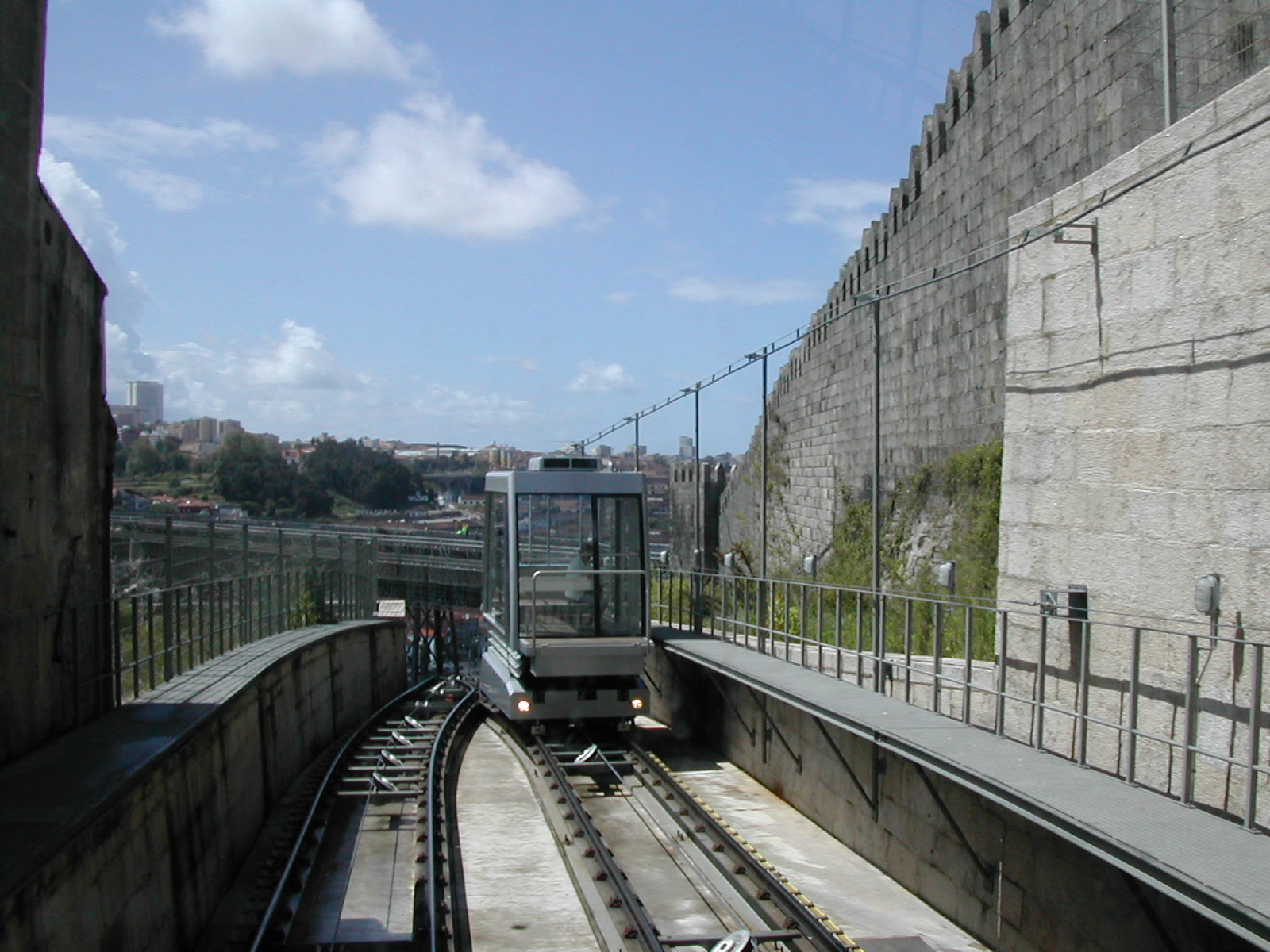
Cabina del funicular. Al fondo, la Muralla Fernandina del Puerto.

## Tarifas
- Precio: Adulto 4,00 €  Niños (4-12 años) 2,00€[5]

## Horario

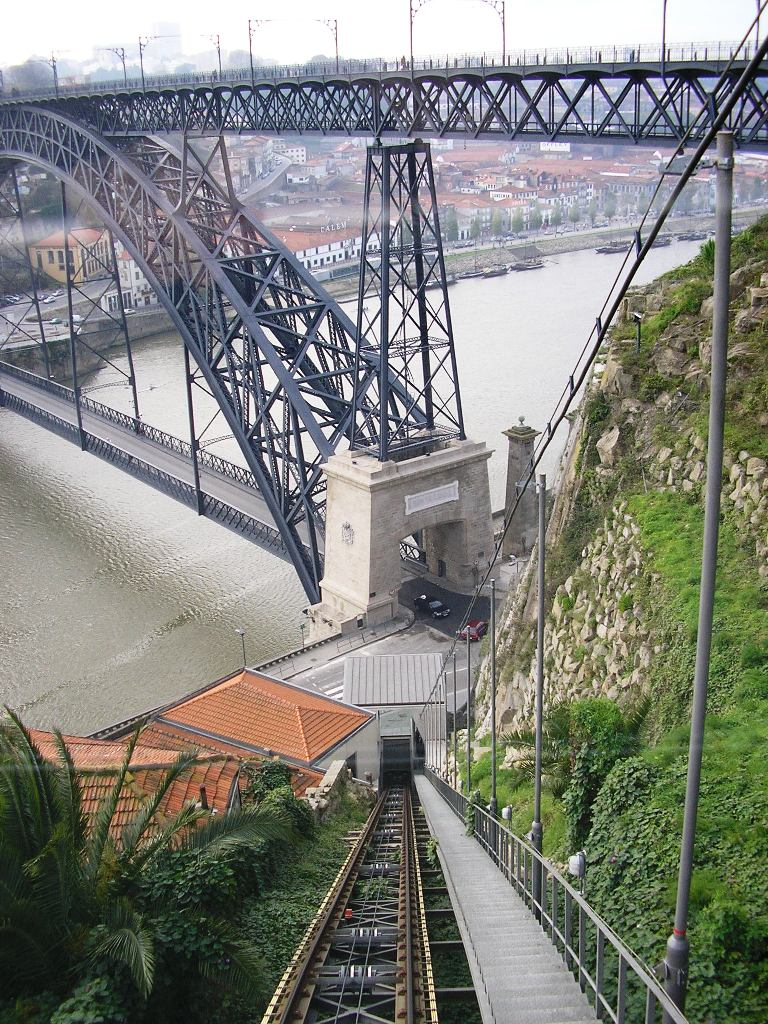
Descenso del funicular de los Guindais.

- Invierno:

Domingo a jueves de 08:00 a 20:00
Viernes, sábados y víspera de festivos de 08:00 a 24:00
- Verano:

Domingo a miércoles de 08:00 a 22:00
Jueves, viernes, sábados y víspera de festivos de 08:00 a 24:00

## Transportes
- Metro: Estación de São Bento (a pie)
- STCP- Eléctricos: Batalla-Línea 22 (Batalla-Carmo-Batalla)
- STCP-Autobuses: Ribeira-900, 901, 906 y ZR
- STCP-Autobuses: Batalla-207, 303, 400, 904, 905 y H